# آن هيلي
آن هيلي (بالإنجليزية: Anne Healy)‏ هي فنانة أمريكية، ولدت في 1939.